# Melanthera biflora
Melanthera biflora, también conocida como "sea daisy" en inglés (en hindi: bhringaraaja; en malayo: Serunai laut, pokok serunai; fiyiano kovekove, sekava; maldivo: Mirihi; samoano: ateate; en tailandés: เบญจมาศน้ำเค็ม o ผักคราดทะเล; tongano: ate), es una especie de planta con flor de la familia de las asteráceas. Es una planta de guía, de follaje áspero y de rápido crecimiento que se encuentra distribuida en muchas partes del planeta, sobre todo en Asia.

## Distribución
Melanthera biflora es una planta medianamente tolerante a la sal que habita en la zona tropical de la región indo pacífica, incluida China, el subcontinente indio, Sudeste de Asia, Queensland, e islas del Pacífico tales como Fiji, Niue, Tonga, Samoa y las  islas Cook.
Por lo general se la encuentra en islas y zonas costeras, aunque a veces se la encuentra tierra adentro en plantaciones abandonadas como también en ruderales.
Junto con Portulaca oleracea, Ipomoea pes-caprae y Digitaria ciliaris, Melanthera biflora por lo general es una de las primeras especies en colonizar zonas degradadas en regiones tropicales del planeta.

## Usos
A pesar del aspecto agreste de la planta, las hojas son comestibles. En la gastronomía de Malasia los brotes son cocidos e ingeridos como verdura de hoja y en Langkawi se los consume crudos con ají y  pasta de gambas sambal. 
Las hojas también son utilizadas en la medicina alternativa para preparar cataplasmas o como decocción.
Tradicionalmente Melanthera biflora ha sido usada como planta medicinal en numerosas culturas. Las hojas son especialmente apreciadas para tratar dolores de estómago. En Fiji se usan las hojas para tratar acné.
El extracto de sus raíces posee propiedades vermífugas y las flores son usadas como purgante.
La planta también se utiliza como alimento para conejos.